# 広島大学ラグビー部
広島大学ラグビー部（ひろしまだいがくラグビーぶ、Hiroshima Univ Rugby Football Club）は中国地区大学ラグビーリーグに所属する広島大学のラグビー部。略称は広大（ひろだい）。1949年に創部。1972年、全国地区対抗大学ラグビーフットボール大会で優勝した。

## タイトル
- 全国地区対抗大学ラグビーフットボール大会 : 1回　（出場19回）
  - 優勝：1971

※年は全て年度。

## 所在地
- 広島県東広島市鏡山1-3-2